# Ганс Лео Гасслер
Ганс Лео Гасслер (нім. Hans Leo Haßler, 26 жовтня 1564, Нюрнберг — 8 червня 1612, Франкфурт-на-Майні) — німецький композитор і органіст.

## Біографія
Син органіста Ісаака Гасслера, народився 26 жовтня 1564 року в Нюрнберзі. Близько 1584 року поїхав учитися до Венеції до Андреа Габріелі (став першим німецьким композитором, що отримав музичну освіту в Італії). 1586 року став органістом Катедрального собору в Аугсбурзі. Цей період відзначений великими творчими успіхами, та ім'я Гасслера здобуло популярність на південному сході Баварії.
У 1602 році Гасслер повертається до Нюрнберга де стає камельмейстером, тобто керівником міського оркестру. Потім його запросили до двору кайзера Рудольфа II. У 1604 році він переїхав до Ульму, де працював органістом. Пізніше з 1608 року працював у Дрездені органістом. Помер 8 червня 1612 року в Франкфурті-на-Майні від сухот.

## Музика
Гасслер був передвісником німецької вокальної музики. Він відкрив у німецькій пісні «італійський період», сприяв значному розвитку сольного акомпанування співу, практикуючи в своїй творчості гомофонічний стиль і приділяючи більше уваги гармонії, ніж поліфонії. Наслідуючи традиції венеціанського пізнього Відродження, Гасслер, тим не менш, вводив елементи, що стали провісниками бароко.
1601 року в Нюрнберзі Гасслер видав збірку «Lustgarten neuer deutscher Gesange, Balletti, Galliarden und Intraden mit vier, fiinf und acht Stimmen», що містив пісню «Mein G'müt ist mir verwirret, von einer Jungfrau zart». 1613 року ця мелодія вийшла в збірнику латинських і німецьких релігійних пісень «Harmoniae sacrae», а 1656 року Пауль Герхардт написав на цю мелодію гімн «O Haupt voll Blut und Wunden», який Йоганн Себастьян Бах використав у «Страстях за Матвієм».